# Carex submollicula
Carex submollicula là một loài thực vật có hoa trong họ Cói. Loài này được Tang & F.T.Wang ex L.K.Dai mô tả khoa học đầu tiên năm 1994.